# بيلي بليك
بيلي بليك (بالإنجليزية: Billy Blake)‏ (1 يناير 1902 بوستر في المملكة المتحدة - ) هو لاعب كرة قدم بريطاني في مركز الدفاع. لعب مع كريستال بالاس ونادي كيدرمينستر هاريرز لكرة القدم.